# 나카자와 신이치
나카자와 신이치(일본어: 中沢新一, 1950년 5월 28일 ~ )은 일본 야마나시현 출신의 사상가, 종교학자, 인류학자이다.

## 인물
아버지는 시의회 의원이자 공산당원이며, 재야 민속학자이기도 한 나카자와 아쓰시(中沢厚)이다. 나카자와 가는 증조부인 도쿠베에(徳兵衛)가 고후(甲府) 구사카베 교회(日下部教会)를 중심으로 크리스트 교를 포교함녀서 민속 연구를 하던 야마나카 교코(山中共古)와 함께 세례를 받고, 자신도 민속 연구를 하였다. 조부 나카자와 기이치(中沢毅一)는 증조부 도쿠베에와 함께 세례를 받은 사람의 딸과 결혼하여, 마찬가지로 크리스트 교 신자로서 고후 제일고등학교(第一高等学校 (旧制)) 교수로 재직했던 생물학자이다. 숙부인 아버지 나카자와 모리토(中沢護人)은 공산당원으로 활동하는 한편 민속연구도 진행하여, 아버지 아쓰시등은 모리토의 영향으로 공산당원이 되었다.
일본사학자 아마노 게이히코(網野善彦)가 고모부이며, 작가 세리자와 고지로(芹沢光治良)와도 친척 관계이다. 부인은 번역가 야마구치 게이코(川口恵子)이다.

## 약력
도쿄 대학 대학원 인문과학연구과정에 입학한 뒤, 네팔로 건너가 티베트 불교의 닝마 파의 수행을 경험하였다. 귀국 후, 네팔에서의 경험을 토대로 1983년 《티베트와 모차르트(チベットのモーツァルト, 세리카 쇼보 (せりか書房))》를 발표하고, 티베트 사자의 서를 소개하였다(《삼만년의 죽음의 가르침-티베트 사자의 서의 세계(三万年の死の教え―チベット『死者の書』の世界)》, 가쿠가와 쇼텐(角川書店)). 《티베트와 모차르트》는 같은 해 아사다 아키라(浅田彰)가 발표한 《구조와 힘-기호론을 넘어서(構造と力－記号論を超えて－)》와 함께 주목받아 뉴 아카데미즘 붐의 일익을 담당했다.
1988년, 당시 도쿄 대학 교양학부 교수로 재직하던 니시베 스스무(西部邁)에 의해, 같은 학부 사회학과 조교수에 추천받았지만 교수회의(教授会)에서 이례적으로 부결되었다. 니시베는 교수회의에 항의하며 사임. 소위 도쿄 대학 고마바 소동(東大駒場騒動, 고마바는 도쿄 대학 교양학부가 소재하고 있는 지역의 이름), 나카자와 사건 등으로 보도되어 화제가 되었다.
옴 진리교에 종교학적인 입장으로 맞붙어, 교단을 옹호하는 입장으로 발언을 했으나, 도쿄 지하철 사린 사건으로 발각되어 언론으로부터 비판을 받아, 이 사건에 대한 코멘트에 대해서도 비판을 받았다. 시마다 히로미(島田裕巳), 도마베치 히데토(苫米地英人) 등이 나카자와를 비판하는 저작을 발표하였다.
2006년 이래 다마 미술대학(多摩美術大学) 미술학부 예술학과(芸術学科) 교수 겸 예술인류학연구소(芸術人類学研究所) 소장으로 재임하고 있다.

## 국내 번역 저서
- 《나카자와 신이치의 예술인류학》, 김옥희 역, 동아시아, 2009
- 《불교가 좋다》, 김옥희 역, 동아시아, 2007
- 《카이에 소바주 시리즈》 (전 5권), 김옥희 역, 동아시아, 2005
- 《성화 이야기》, 양억관 역, 교양인, 2004